# Worth (Sussex de l'Ouest)
Pour les articles homonymes, voir Worth.
Worth est une paroisse civile anglaise située dans le comté du Sussex de l'Ouest et le district du Mid Sussex. Elle inclut les villages de Copthorne (en) et de Crawley Down (en). En 2001, sa population était de 9 888 habitants.

## Traduction
- (en) Cet article est partiellement ou en totalité issu de l’article de Wikipédia en anglais intitulé « Worth, West Sussex » (voir la liste des auteurs).